# Brøndum (navn)
 For alternative betydninger, se Brøndum. (Se også artikler, som begynder med Brøndum)
 Ikke at forveksle med Brønnum.
Brøndum er et dansk efternavn. I januar 2024 var der 1383 personer med navnet i Danmark.

## Personer med navnet
- Ane Hedvig Brøndum - person afbilledet på Kunstnerens mor Ane Hedvig Brøndum i den røde stue, gift med Erik Andersen Brøndum
- Anna Ancher, født Anna Kirstine Brøndum - dansk skagensmaler, datter af Erik Andersen Brøndum
- Degn Brøndum - dansk hotelejer som drev Brøndums Hotel efter faren Erik Andersen Brøndum
- Bjarne Brøndum - dansk atlet og politibetjent
- Erik Andersen Brøndum - dansk købmand og ejer af Brøndums Hotel
- Erling Brøndum - dansk chefredaktør og forsvarsminister for Venstre
- Henning Brøndum - dansk nazist og medlem af Brøndumbanden
- Johannes Brøndum-Nielsen - dansk sprogforsker
- Jonas Brøndum - dansk standupkomiker
- Lene Brøndum - dansk skuespiller